# Reginald Ruggles Gates
Reginald Ruggles Gates (Nova Escócia, 1 de maio de 1882 — 12 de agosto de 1962) foi um botânico, genetecista e antropólogo norte-americano de origem canadense. 